# Harry Bradbeer
Harry Bradbeer est un réalisateur britannique de cinéma et de télévision  connu pour son travail sur Fleabag,,, Killing Eve, et Enola Holmes.

## Biographie
Harry Bradbeer grandit à Dartmoor, dans le Devon en Angleterre. Sa mère, Vivyen, est orthoptiste. Son père, Thomas, est chirurgien consultant.[réf. nécessaire]

### Carrière
En février 2019, il est annoncé qu'il va réaliser Enola Holmes.
En 2021, Netflix annonce un second film sur Enola Holmes et encore une fois réalisé par Harry Bradbeer,.

## Filmographie
| Année   | Titre                                    | Notes |
| ------- | ---------------------------------------- | --- |
| 1994    | A Night with a Woman, a Day with Charlie | - TV Short |
| 1995    | Shooting Gallery                         | - "Love Hurts" (1995) |
| 1997    | La Vie en face                           | - "Le plombier sonne toujours deux fois" (1997) - "Elle va l'avoir" (1997) - "Quand la drogue s'en mêle" (1997) |
| 1996–99 | The Bill                                 | - "Slinging Mud" (1999) - "Out" (1997) - "Hot Plastic" (1997) - "Too Much to Lose" (1997) - "Last Respects" (1997) - "Copier" (1997) - "Jumping to Conclusions" (1996) - "Track Marks" (1996) - "Presumed Innocent" (1996) |
| 1998–99 | The Cops                                 | - Series 1, episodes 1, 2, 3, 7, 8 (1998) - Series 2, episodes 1, 2, 3 (1999) |
| 2000    | Start-up                                 | - "Ohnosecond" (2000) - "Hot Mail" (2000) - "Plug & Play" (2000) - "Just Upgraded" (2000) |
| 2002    | As the Beast Sleeps                      | - TV Movie |
| 2002    | A Is for Acid                            | - TV Movie |
| 2003    | The Brides in the Bath                   | - TV Movie |
| 2004    | ToCA Race Driver 2                       | - Video Game |
| 2004    | Outlaws                                  | - "The Value of Nothing" (2004) - "Little Criminals" (2004) - "T.I.C. the Box" (2004) - "The Good, the Bad and the Ugly" (2004)                                                                                            |
| 2005–06 | No Angels                                | - Series 2, episodes 7, 8 (2005) - Series 3, episodes 7, 8 (2005–06) |
| 2005–06 | Sugar Rush                               | - Series 1, episodes 6, 7, 8, 9, 10 (2005) - Series 2, episodes 1, 2, 3, 4, 5 (2006) |
| 2006    | Perfect Day: The Millennium              | - TV Movie |
| 2008    | Messiah: The Rapture                     | - Series 1, episodes 1, 2 (2008) |
| 2010    | Lip Service                              | - Series 1, episodes 3, 4 (2010) |
| 2011    | The Hour                                 | - Series 1, episodes 3, 4 (2011) |
| 2012–13 | Prisoners' Wives                         | - Series 1, episodes 4, 5, 6 (2012) - Series 2, episodes 1, 2, 3, 4 (2013) |
| 2014    | Grantchester                             | - Series 1, episodes 1, 2 (2014) |
| 2015    | No Offence                               | - Series 1, episodes 7, 8 (2015) |
| 2015–16 | Dickensian                               | - Series 1, episodes 1, 2, 3, 4, 5 (2015) |
| 2018    | Killing Eve                              | - "I'll Deal with Him Later" (2018) - "Nice Face" (2018) |
| 2016–19 | Fleabag                                  | - Series 1, episodes 2, 3, 4, 5, 6 (2016) - Series 2, episodes 1, 2, 3, 4, 5, 6 (2019) |
| 2019    | Ramy                                     | - "Between the Toes" (2019) |
| 2020    | Enola Holmes                             | - film |
| 2022    | Enola Holmes 2                           | - film |

## Distinction
- Primetime Emmy Award de la meilleure réalisation pour une série télévisée comique

## Honneurs
En juillet 2021, l'University College London (UCL), où Bradbeer avait obtenu un diplôme d'histoire médiévale et moderne, lui a décerné un doctorat honorifique en littérature (DLit) pour ses réalisations et contributions exceptionnelles tout au long de sa carrière. En recevant cette reconnaissance, Bradbeer a déclaré : « Je suis ravi de recevoir cet honneur. L'UCL a été un environnement véritablement créatif. C'est ici que j'ai exploré pour la première fois le monde du cinéma, et je suis éternellement reconnaissant du rôle qu'il a joué dans le démarrage de ma carrière ».